# Sören Åkeby
Sören Åkeby (født 23. februar 1952) er tidligere svensk fodboldspiller og nuværende fodboldtræner for GIF Sundsvall.
Som aktiv spillede Sören Åkeby i Hammarby IF og Essinge IK, og var i slutningen af sin karriere aktiv for det danske amatørhold Brabrand if i Århus, men som træner har han været mere vidt omkring. Han trænede Djurgårdens IF fra 2000-2003 i 2002 og 2003 vandt han det svenske mesterskab. I 2004 overtog han AGF i Danmark, hvor han gjorde sig bemærket med en udtalelse om at han ville gøre dem til Danske mestre indenfor 3 år. Det gik ikke sådan, og i efteråret 2005 trak han sig, og blev i stedet træner hos Malmö FF fra 2006 sæsonen, hvor han var til udgangen af 2007. Fra januar til september 2008 var han træner for norske Aalesunds FK. Han blev dog fyret på grund af dårlige resultater. Siden oktober 2008 har han været træner for GIF Sundsvall.